# Megachile nigripennis
Megachile nigripennis är en biart som beskrevs av Maximilian Spinola 1841. Megachile nigripennis ingår i släktet tapetserarbin, och familjen buksamlarbin. Inga underarter finns listade i Catalogue of Life.